# Bombus cornutus
Bombus cornutus là một loài Hymenoptera trong họ Apidae. Loài này được Frison mô tả khoa học năm 1933.